# PEN (organisation)
PEN (ibland PEN-klubben) är en världsomfattande förening för skribenter. PEN stod ursprungligen för Poets, Essayists, Novelists (poeter, essäister, romanförfattare), men numera inkluderas alla typer av skribenter, såsom journalister och historiker.
Föreningens syfte är att främja vänskap och intellektuellt utbyte mellan skribenter, upplysa om litteraturens roll för ömsesidig förståelse och världskultur samt kämpa för yttrandefriheten och försvara skribenter som förtrycks, fängslas och ibland dödas för sina åsikter. PEN är världens äldsta människorättsorganisation och världens äldsta internationella litterära organisation.
Den första PEN-klubben bildades i London 1921 av författarinnan Catherine Amy Dawson Scott, och John Galsworthy var dess första ordförande. Bland de första medlemmarna märktes Joseph Conrad, Elizabeth Craig, George Bernard Shaw och H.G. Wells.
En av de första PEN-klubbarna som bildades utanför Storbritannien var Svenska PEN-klubben, grundad 1922.
År 1926 samlades medlemmar från 15 nationsklubbar i Berlin, och man bildade då paraplyorganisationen International PEN, som sedan dess haft sitt högkvarter i London. I dag finns det PEN-klubbar i 102 länder. Bland tidigare ordförande för den internationella paraplyorganisationen märks Alberto Moravia, Heinrich Böll, Arthur Miller, Pierre Emmanuel, Mario Vargas Llosa och György Konrád.

## Källhänvisningar
1. 1 2 3 4  Frykman, Erik: PEN-klubben i Nationalencyklopedins nätupplaga. Läst 13 oktober 2015.